# Херман Брайт
Херман Брайт (на немски: Hermann Breith) е немски офицер, служил по време на Първата и Втората световна война.

## Биография

#### Ранен живот и Първа световна война (1914 – 1918)
Херман Брайт е роден на 7 май 1892 г. в Пирмазенс, Германия. През 1910 г. се присъединява към армията като офицерски кадет от пехотата. Участва в Първата световна война. По време на нея достига чин лейтенант, а след края ѝ се присъединява към Райхсвера.

#### Междувоенен период и Втора световна война (1939 – 1945)
На 1 януари 1939 г. е издигнат в чин оберст. Между 1936 и 1940 г. командва 36-и танков полк, а на 15 февруари 1940 г. поема 5-а танкова бригада. На 1 август 1941 г. е издигнат в чин генерал-майор. Между 22 октомври 1941 и 30 септември 1942 г. командва 3-та танкова дивизия. На 1 ноември 1942 г. е издигнат в чин генерал-лейтенант. До края на войната командва основно 3-ти танков корпус и на 1 март 1943 г. е издигнат в чин генерал от танковите войски. Пленен е на 8 май 1945 г., в края на Втората световна война. Освободен е през 1947 г. Умира на 3 септември 1964 г. в квартала Пех на град Вартберг, Германия.

## Военна декорация
- Германски орден „Железен кръст“ (1914) – II (10 септември 1914) и I степен (30 юли 1916)
- Хамбургски орден „Ханзейски кръст“ (16 април 1917)
- Рицарски кръст на Хоенцолерн (28 октомври 1918) – с мечове
- Германски орден „Кръст на честта“ (?)
- Германски Възпоменателен медал от 1 октомври 1938 г.[4] (?)
- Сребърни пластинки към ордена Железен кръст (1939) – II (23 септември 1939) и I степен (2 октомври 1939)
- Германска „Танкова значка“ (2 май 1940)
- Германска „Значка за раняване“ (1 юни 1940)
- Рицарски кръст с дъбови листа и мечове
  - Носител на Рицарски кръст (3 юни 1940)
  - Носител на Дъбови листа № 69 (31 януари 1942)
  - Носител на Мечове № 48 (21 февруари 1944)
- Германски медал „За зимна кампания на изтока 1941/42 г.“ (?)
- Упоменат 4-пъти в ежедневния доклад на Вермахтберихт (31 януари 1942; 20 февруари, 9 септември и 30 октомври 1944)